# مارینا تولو
مارینا تولو (انگلیسی: Marianna Tolo) زادهٔ ۲ ژوئیه ۱۹۸۹ در مکای، کوئینزلند، یک بازیکن حرفه‌ای بسکتبال اهل استرالیا است. او فعالیت حرفه‌ای خود را از لیگ ملی بسکتبال زنان استرالیا آغاز کرد و به‌سرعت به یکی از بازیکنان کلیدی تبدیل شد. تولو همچنین تجربه بازی در لیگ‌های معتبر بین‌المللی همچون لیگ بسکتبال زنان آمریکا (WNBA) و لیگ بسکتبال زنان فرانسه (LFB) را دارد.

## اوایل زندگی
مارینا تولو بسکتبالیست حرفه‌ای استرالیایی، در ۲ ژوئیه ۱۹۸۹ در شهر مکای، واقع در ایالت کوئینزلند استرالیا متولد شد. او در خانواده‌ای با پیشینه ورزشی پرورش یافت و همین موضوع زمینه‌ساز علاقه او به ورزش شد. تولو از سنین کودکی به بسکتبال روی آورد و مهارت‌های اولیه خود را در تیم‌های مدرسه‌ای شهر مکای کسب کرد. قد بلند و مهارت‌های فنی برجسته مارینا، توجه مربیان و باشگاه‌های محلی را به خود جلب کرد و در نهایت او به تیم‌های جوانان ایالتی استرالیا پیوست.

## ورزش حرفه ای
تولو نخستین گام‌های حرفه‌ای خود را در لیگ ملی بسکتبال زنان استرالیا (WNBL) با پیوستن به تیم بسکتبال دانشگاه کانبرا کپیتالز برداشت. با قد ۱۹۶ سانتی‌متری، او یکی از بلندقدترین بازیکنان این لیگ به‌شمار می‌رود و توانست به‌سرعت به یکی از بازیکنان کلیدی این تیم تبدیل شود. تولو با عملکرد برجسته‌اش در هر دو بخش دفاع و حمله، به تیم کمک کرد تا در چندین فصل به موفقیت‌های قابل‌توجهی دست یابد و خودش نیز به عنوان یکی از بهترین بازیکنان لیگ شناخته شد.

### حضور در لیگ بسکتبال زنان فرانسه
در سال ۲۰۱۲، تولو به تیم CJM Bourges Basket در لیگ بسکتبال زنان فرانسه پیوست. این انتقال برای او فرصتی بود تا در سطح بین‌المللی تجربه کسب کند. او با بازی‌های چشمگیر خود در دفاع و حمله، به تیمش در دستیابی به قهرمانی‌های مهمی در لیگ فرانسه و جام حذفی کمک کرد. تولو با ارائه بازی‌های قدرتمند و ثابت‌قدم، به یکی از برجسته‌ترین بازیکنان این تیم تبدیل شد.

### تجربه در لیگ بسکتبال زنان آمریکا
در سال ۲۰۱۵، مارینا تولو به تیم لس آنجلس اسپارکس در لیگ بسکتبال زنان آمریکا (WNBA) پیوست. این انتقال او را به سطح بالاتری از رقابت رساند و او توانست مهارت‌های خود را در برابر بهترین بازیکنان جهان به نمایش بگذارد. هرچند حضور او در WNBA کوتاه بود، اما او توانست تأثیرات مثبتی از خود به جای بگذارد و از تجربه بازی در این لیگ برای ارتقای سطح بازی خود استفاده کند.

## تیم ملی استرالیا

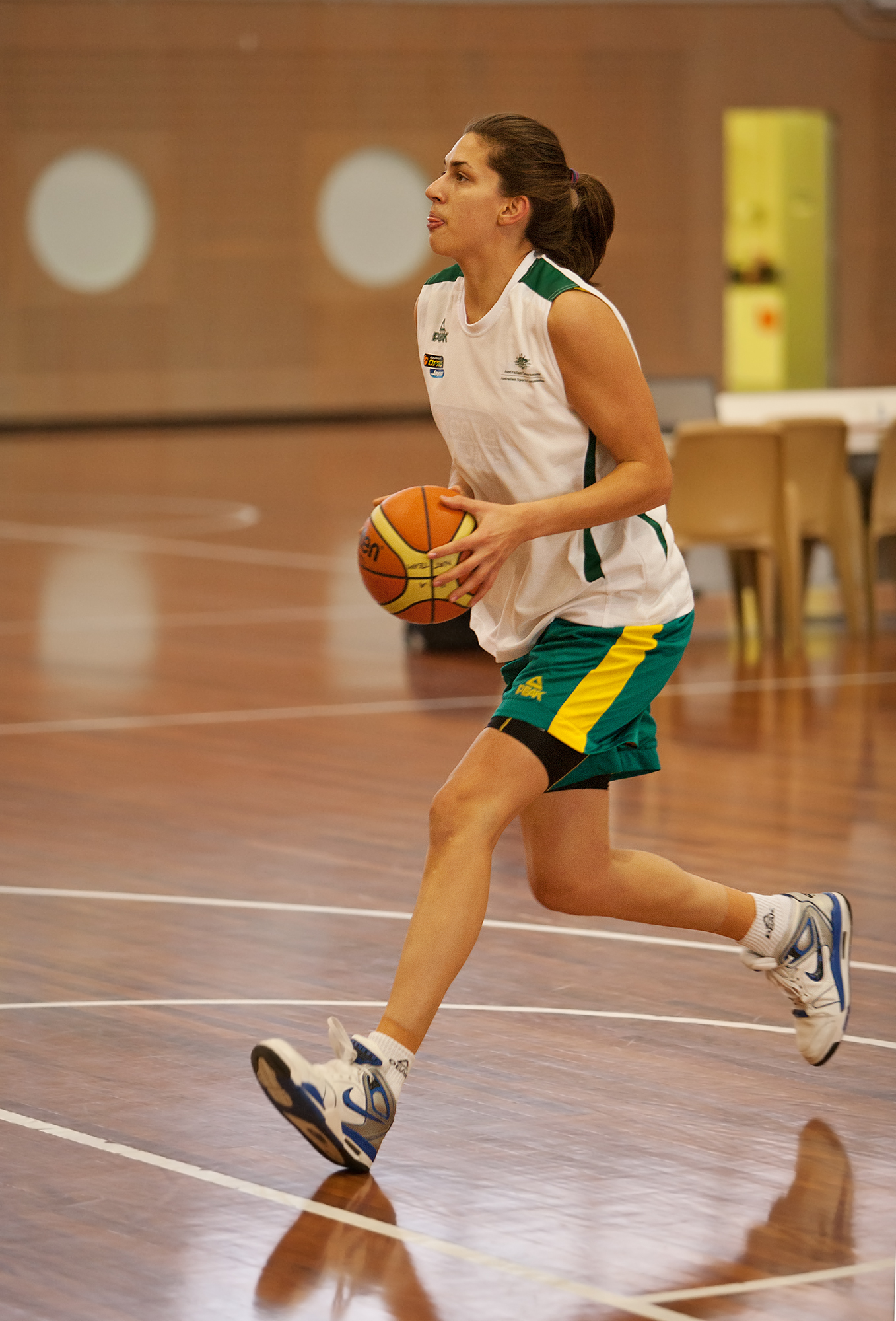
تصویری از مارینا تولو از تیم ملی استرالیا

مارینا تولو از سال ۲۰۰۷ به عضویت تیم ملی بسکتبال زنان استرالیا (اوپال‌ها) درآمد و در طی سال‌ها نقش مهمی در موفقیت‌های این تیم ایفا کرده است. او در مراحل مختلف و مسابقات گوناگون برای تیم ملی استرالیا به میدان رفته و توانسته است تأثیر قابل‌توجهی در نتایج این تیم داشته باشد.

#### آغاز فعالیت در تیم ملی
تولو فعالیت خود را در سطح ملی از سال ۲۰۰۷ با تیم جوانان استرالیا آغاز کرد و در مسابقات قهرمانی زیر ۱۹ سال اقیانوسیه حضور یافت. با نمایش استعدادهای خود، به سرعت به تیم ملی بزرگسالان استرالیا راه پیدا کرد و در سال ۲۰۰۸ در تمرینات و اردوهای تیم ملی شرکت کرد. تولو در سال ۲۰۰۹ برای نخستین بار در مسابقات قهرمانی اقیانوسیه به میدان رفت و به کسب مدال طلا برای استرالیا کمک کرد.

#### مسابقات جهانی و المپیک
تولو در سال ۲۰۱۰ به عنوان یکی از اعضای تیم ملی استرالیا در جام جهانی بسکتبال حضور یافت و به تیم خود کمک کرد تا به مدال برنز دست یابد. او در این تورنمنت با میانگین ۱۲٫۲ امتیاز در هر بازی، بهترین بازیکن تیم خود از نظر امتیازآوری بود. همچنین، در سال ۲۰۱۴ نیز بار دیگر در مسابقات جهانی شرکت کرد و باز هم به کسب مدال برنز برای استرالیا کمک کرد.
تولو در سال ۲۰۱۶ به عنوان یکی از بازیکنان کلیدی تیم استرالیا در المپیک ریو حضور داشت. هرچند که تیم استرالیا نتوانست در این مسابقات به مدال دست یابد، اما تولو با عملکرد قابل‌توجه خود در ریباند و دفاع، نقش مهمی در تیم داشت.

#### المپیک ۲۰۲۰
مارینا تولو در المپیک ۲۰۲۰ توکیو نیز حضور داشت. در این دوره، تیم استرالیا نتوانست به مراحل نهایی راه یابد و با شکست در برابر تیم آمریکا از دور رقابت‌ها کنار رفت.

## حضور در المپیک ۲۰۲۴
مارینا تولو به عنوان یکی از بازیکنان کلیدی تیم ملی بسکتبال زنان استرالیا در المپیک ۲۰۲۴ پاریس حضور داشت. در این دوره، تولو نقش بسیار مهمی در موفقیت‌های تیم ایفا کرد و توانست با عملکردی درخشان به استرالیا کمک کند تا به مدال برنز دست یابد.
تولو در این مسابقات مجموعاً در ۷ بازی شرکت کرد و توانست در مجموع ۴۸ دقیقه بازی به میدان برود. او به‌طور متوسط ۶٫۳ امتیاز در هر بازی به دست آورد و تمامی پرتاب‌های آزاد خود را با دقت ۱۰۰ درصدی به ثمر رساند. در بخش دفاع نیز تولو با ثبت میانگین ۴ ریباند در هر بازی، به عنوان یکی از ستون‌های اصلی تیم در دفاع شناخته شد.
در دیدارهای مهمی مانند بازی مقابل کانادا که با پیروزی ۷۰–۶۵ به پایان رسید، تولو با کسب ۱۱ امتیاز و ۳ ریباند، از جمله بازیکنان برجسته این دیدار بود. همچنین، او در بازی نیمه‌نهایی مقابل ایالات متحده، ۱۰ امتیاز کسب کرد که با وجود تلاش‌های او، تیم استرالیا در نهایت مغلوب شد.